# Fritz Gay
Fritz Gay (* 27. Mai 1907 in Gera; † 23. Mai 1969 in Dresden) war ein deutscher Journalist und Schriftsteller.

## Leben und Wirken
Er war der Sohn eines Elektroingenieurs. Kurze Zeit später zog die Familie von Gera nach Dresden, wo er die Schule besuchte und anschließend an den Universitäten Dresden und Paris Germanistik und Kunstgeschichte studierte. Im Anschluss arbeitete er als freier Journalist und Schriftsteller für Presse und Rundfunk, dabei beeinträchtigte ihn ein körperlichen Gebrechen. 1957 gründete er das Figurentheater „Die Schatten“ in Dresden, dessen Leiter er wurde. Er blieb bis zum Tod unverheiratet. Sein Nachlass befindet sich in der SLUB in Dresden.

## Werke (Auswahl)
- Die unsterbliche Stadt. Dresden 1948.
- Das letzte Gespräch des Vincent van Gogh. Jess, Dresden 1954.
- Puppen-Theater Geschichten. Leipzig 1956.
- Streit in Pinguinea. Ein Schattenspiel. Leipzig 1956.
- Der Frager. Gedanken über Ernst Barlach. Jess, Dresden 1957.